# Sorachi (subprefectuur)

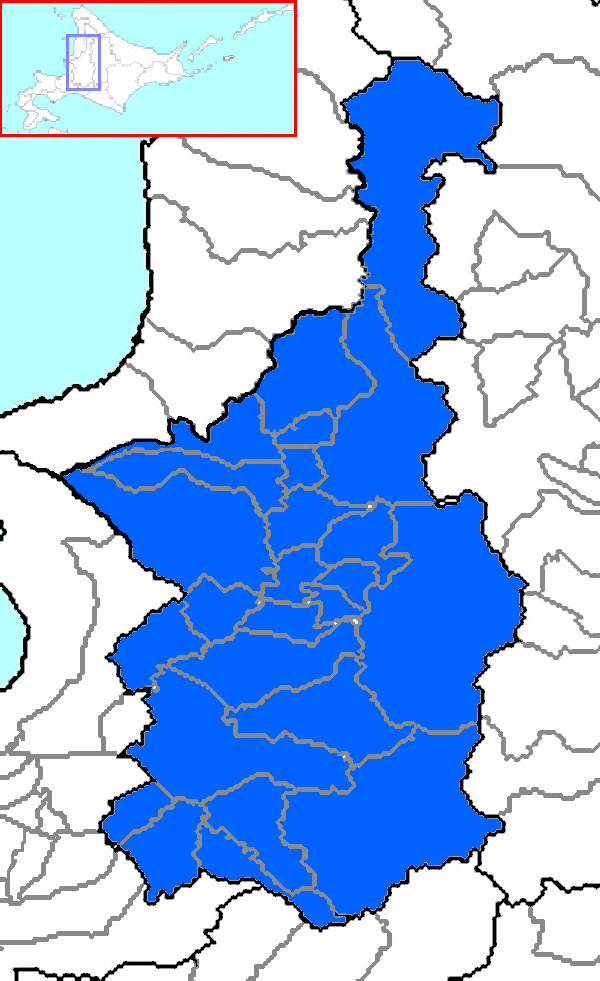
Kaart van de subprefectuur Sorachi.

 Sorachi  (Japans: 空知支庁, Sorachi-shichō) is een subprefectuur van de prefectuur Hokkaido, Japan. Sorachi heeft een oppervlakte van 6558,26 km² en een bevolking van ongeveer 373.736 inwoners (2004). De hoofdstad is Iwamizawa.

## Geschiedenis
De subprefectuur werd opgericht in 1897. In 1899 werd het dorp Furano– de huidige stad Furano – en het district Sorachi met de gemeenten Kamifurano, Nakafurano en Minamifurano, overgeheveld naar de subprefectuur Kamikawa.

## Geografie
Sorachi wordt begrensd door de subprefecturen Iburi, Ishikari, Rumoi en Kamikawa.
De administratieve onderverdeling is als volgt:

### Zelfstandige steden (市) shi
Er zijn 10 steden in de suprefectuur Sorachi:
- Akabira
- Ashibetsu
- Bibai
- Fukagawa
- Iwamizawa (hoofdstad)
- Mikasa
- Sunagawa
- Takikawa
- Utashinai
- Yubari

### Gemeenten (郡 gun)
De gemeenten van Sorachi, ingedeeld naar district:
| District | Gemeenten                                        |
| -------- | ------------------------------------------------ |
| Sorachi  | Nanporo - Naie - Kamisunagawa                    |
| Yūbari   | Yuni - Naganuma - Kuriyama                       |
| Kabato   | Tsukigata - Urausu - Shintotsukawa               |
| Kabato   | Tsukigata - Urausu - Shintotsukawa               |
| Uryū     | Moseushi - Chippubetsu - Uryū - Hokuryū - Numata |

### Fusies
(Situatie op 9 juli 2010) 
Zie ook: Gemeentelijke herindeling in Japan
- Op 27 maart 2006 werd de gemeente Kurisawa en het dorp Kita (beide van het district Sorachi) aangehecht bij de stad Iwamizawa.
- Op 1 april 2010 werd de gemeente Horokanai (district Uryū) aangehecht bij de subprefectuur Kamikawa.[1]